# Jam (rejon diedowiczski)
Jam (ros. Ям) – wieś (ros. деревня, trb. dieriewnia) w zachodniej Rosji, w wołoscie Pożeriewickaja (osiedle wiejskie) rejonu diedowiczskiego w obwodzie pskowskim.

## Geografia
Miejscowość położona jest 19 km od centrum administracyjnego osiedla wiejskiego (Pożeriewicy), 31,5 km od centrum administracyjnego rejonu (Diedowiczi), 99 km od stolicy obwodu (Psków).

## Demografia
W 2010 r. miejscowość zamieszkiwało 6 osób.